# About a Quarter to Nine
About a Quarter to Nine ist ein Popsong, den Al Dubin und Harry Warren verfassten und 1927 veröffentlichten.

## Hintergrund
Das Songwriter-Team Dubin-Warren schrieb About a Quarter to Nine für den Musikfilm Go Into Your Dance (Regie Archie L. Mayo), mit Al Jolson und Ruby Keeler in den Hauptrollen. Al Jolson stellte den Song in dem Film vor. About a Quarter of Nine und der satirische Song She’s a Latin from Manhattan waren die erfolgreichsten Lieder aus dem Film.

## Erste Aufnahmen und spätere Coverversionen
Zu den Musikern, die den Song in den Vereinigten Staaten 1935 erfolgreich coverten, gehörten Johnny Green and his Orchestra (mit Jimmy Farrell, Gesang; Columbia 3029) und Ozzie Nelson (1935, Brunswick); weitere Versionen legten J. Lawrence Cook, Wingy Manone, Claude Hopkins und in London Bert Ambrose vor. Der Diskograf Tom Lord listet im Bereich des Jazz insgesamt 21 (Stand 2015) Coverversionen, u. a. von Mavis Rivers/Nelson Riddle (1959), Red Norvo (1962, mit Mavis Rivers und Ella Mae Morse), Rod Levitt (RCA, 1966), Susannah McCorkle (The Music of Harry Warren, 1976) und Dave McKenna (Concord, 1981). Auch Popstars wie Sylvia Syms, Bobby Darin und Dean Martin coverten den Song; 1980 fand About a Quarter to Nine Verwendung im Musical 42nd Street.